# Aha Shake Heartbreak
Aha Shake Heartbreak è il secondo album dei Kings of Leon, pubblicato nel novembre 2004.

## Tracce
Testi e musiche di Caleb Followill, Nathan Followill, Jared Followill e Matthew Followill, eccetto dove indicato.
1. Slow Night, So Long – 3:54
2. King of the Rodeo – 2:25
3. Taper Jean Girl – 3:05
4. Pistol of Fire – 2:20 (Nathan Followill, Caleb Followill, Angelo Petraglia)
5. Milk – 4:00
6. The Bucket – 2:55
7. Soft – 2:59 (Nathan Followill, Caleb Followill, Angelo Petraglia)
8. Razz – 2:15
9. Day Old Blues – 3:33
10. Four Kicks – 2:09
11. Velvet Snow – 2:11
12. Rememo – 3:23

Traccia bonus
1. Where Nobody Knows – 2:24